# 티레니아어족
티레니아어족(Tyrrhenian languages) 또는 티르세니아어족(Tyrsenian languages)은 가설로 제시된 어족의 하나로, 고대 남유럽에 분포하던 언어들인 티레니아어, 레트어, 에트루리아어 등을 하나의 어족으로 보았을 때, 그 어족을 가리키는 가설적인 명칭이다. 기원전 12세기에서 기원전 6세기에 걸쳐 지속적으로 인도유럽어족 계통의 언어들인 라틴어나 그리스어 등의 이웃한 민족들의 언어에 밀려서 점차로 소멸해간 것으로 여겨진다.